# Expo 86
Die Expo 86 (offiziell 1986 World Exposition on Transportation and Communication) war eine Weltausstellung, die vom 2. Mai bis 13. Oktober 1986 in der kanadischen Stadt Vancouver stattfand. Die Ausstellung wurde in Zusammenhang mit der 100-Jahr-Feier der Stadtgründung Vancouvers gefeiert, das Ausstellungsgelände befand sich am Nordufer des False Creek. Der Pavillon Kanadas (Canada Place) befand sich als einziger Länderpavillon nicht am False Creek, sondern am Südufer des Burrard Inlets. 54 Länder nahmen teil und es wurden über 22 Millionen Besucher gezählt. Es war das zweite Mal, dass Kanada eine Weltausstellung organisierte, nach der Expo 67 in Montreal, die anlässlich der 100-Jahr-Feier der Gründung Kanadas stattfand.

## Vorbereitungen
Bis Ende der 1970er Jahre war das 0,7 km² große Gelände am False Creek, auf dem später die Ausstellung stattfand, ein stillgelegter Güterbahnhof der Canadian Pacific Railway und eine Industriebrache. 1978 schlug Sam Bawlf (damals Minister für Freizeit und Umweltschutz der Provinz British Columbia) eine Ausstellung vor, um das hundertjährige Bestehen der Stadt Vancouver im Jahr 1986 zu feiern. 1980 beschloss die Provinzregierung die Durchführung einer Ausstellung namens Transpo 86 und bestimmte Vancouver als Austragungsort.
Die Verantwortlichen änderten im Oktober 1981 den Namen in Expo 86, nachdem klar wurde, dass es sich um eine Weltausstellung handeln würde. Als Ausstellungsthema wurde Verkehr und Kommunikation festgelegt. Die Bauarbeiten begannen im Oktober 1983, mussten aber 1985 wegen Streiks während fünf Monaten unterbrochen werden. Die Baukosten waren 8 Millionen Dollar niedriger als ursprünglich vorgesehen.

## Ausstellung
Eröffnet wurde die Ausstellung am 2. Mai 1986 durch Prinz Charles, Prinzessin Diana und Premierminister Brian Mulroney. Sie bestand aus Pavillons von 54 Ländern und zahlreichen Organisationen. Die Teilnehmer erhielten die Möglichkeit, ihren Pavillon selbst zu gestalten oder ein kostengünstigeres Expo-Modul zu wählen. Dieses Modul war so gestaltet, dass mehrere Elemente in beliebiger Anordnung zusammengefügt werden konnten.

### Pavillons

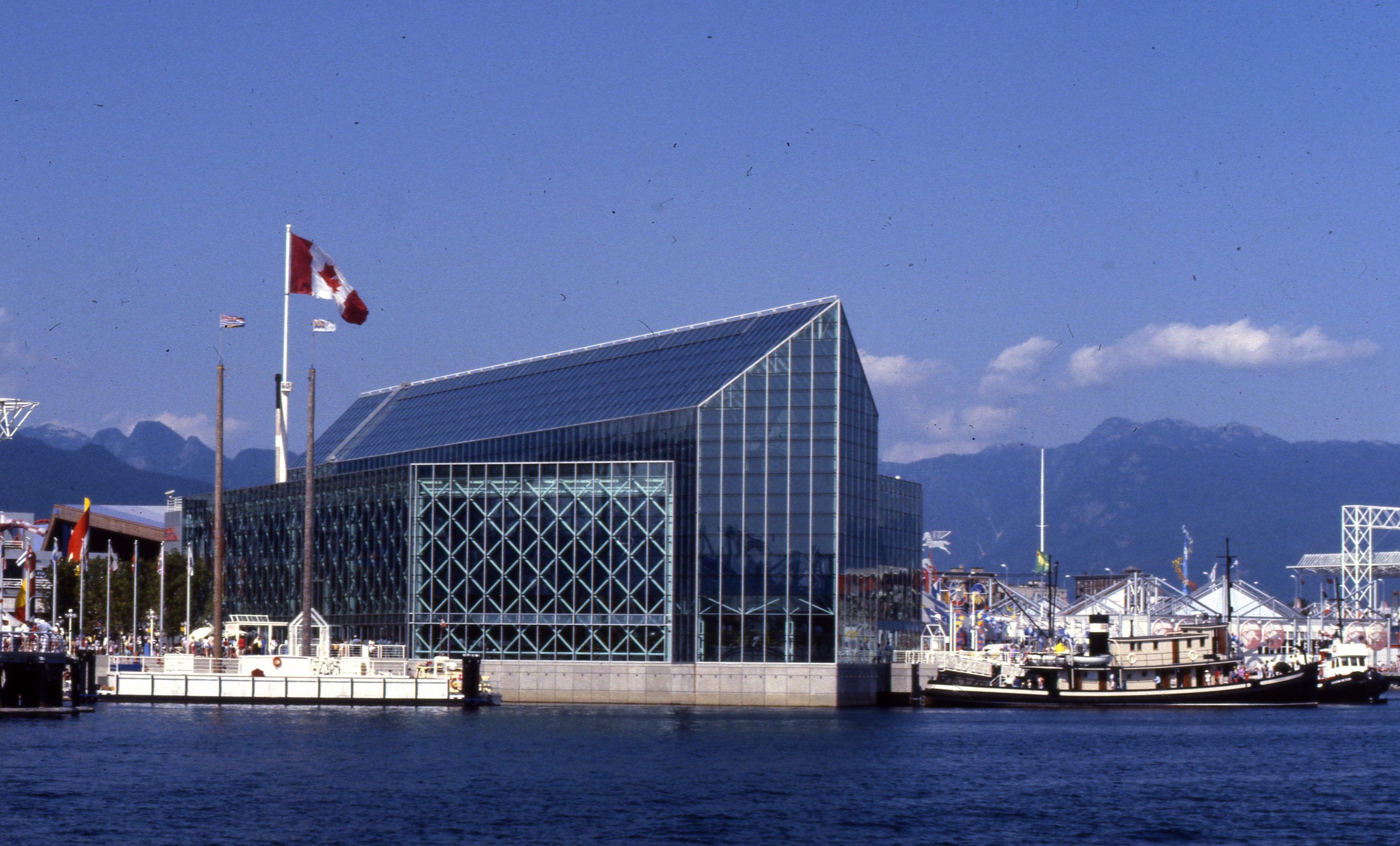
Expo-Pavillon in Vancouver, heute Plaza of Nations

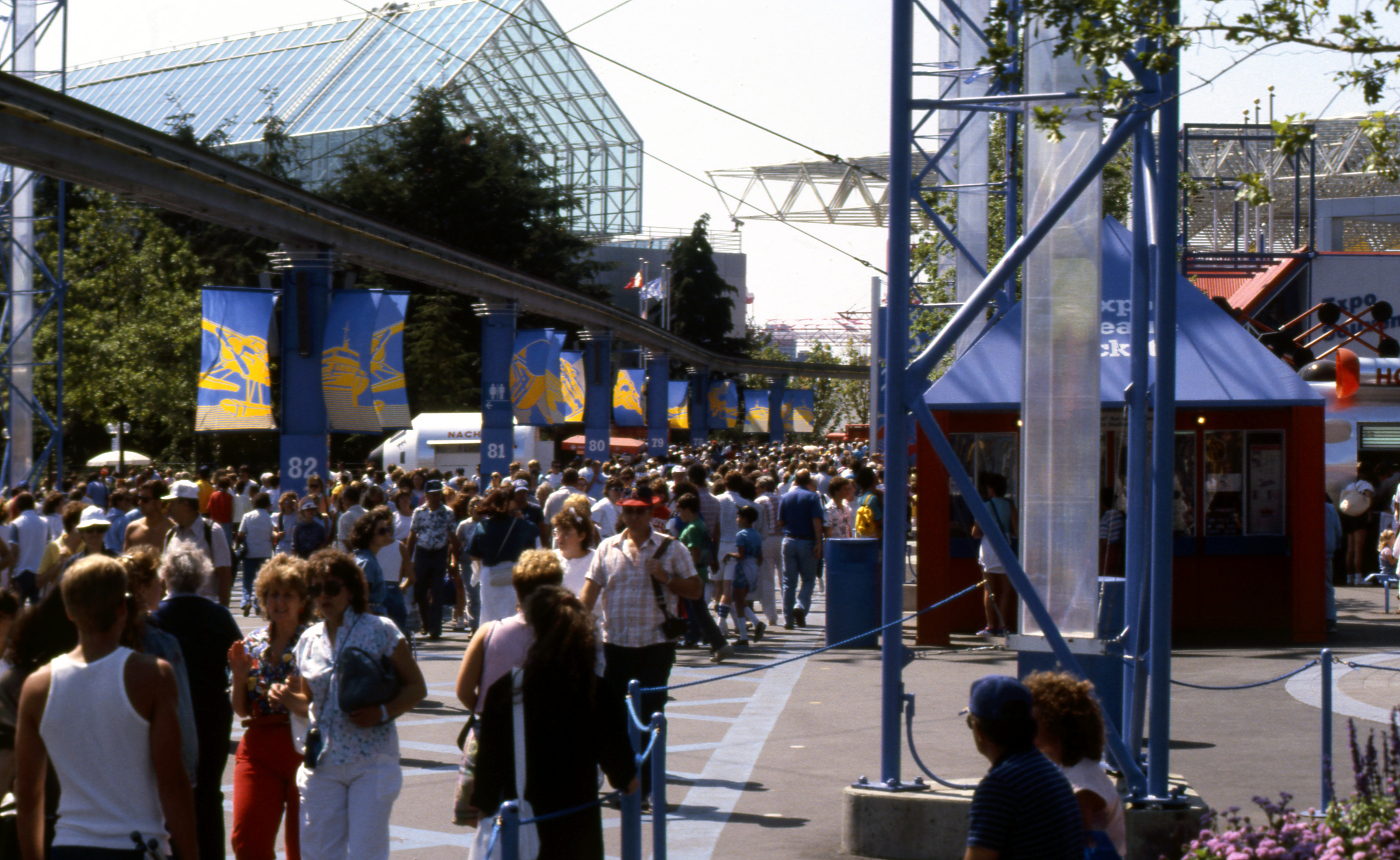
Expo-Gelände in Vancouver

Pavillons der kanadischen Provinzen und Territorien: Alberta, British Columbia, Nova Scotia, Ontario, Prince Edward Island, Québec, Saskatchewan, Yukon-Territorium und Nordwest-Territorien
Länderpavillons: Australien, Barbados, Belgien, Brunei, China, Costa Rica, Deutschland, Elfenbeinküste, Europäische Gemeinschaft, Frankreich, Großbritannien, Hongkong, Indonesien, Italien, Japan, Jugoslawien, Kanada, Kenia, Kuba, Malaysia, Mexiko, Norwegen, Östliche Karibikstaaten, Pakistan, Peru, Philippinen, Rumänien, Saudi-Arabien, Schweiz, Senegal, Singapur, Sowjetunion, Spanien, Sri Lanka, Südkorea, Südpazifische Staaten, Thailand, Tschechoslowakei, Ungarn und USA
Pavillons von US-Bundesstaaten: Kalifornien, Oregon, Washington
Pavillons von Unternehmen und Organisationen: Air Canada, BCTV, Canadian National Railway, General Motors (die Spirit Lodge wurde vom Designer Bob Rogers und indigenen Mitarbeitern aus Alert Bay entwickelt), VIA Rail, Vereinte Nationen, Canadian Pacific Railway, Telecom Canada
Sonstige Pavillons und Ausstellungen: Große Halle von Ramses II., Bedeutende norwegische Entdecker, Pavillon des Versprechens, Lokschuppen mit zahlreichen Dampflokomotiven, Expo Centre
Theater: Labatt’s Expo Theatre, Kodak Pacific Bowl, Xerox International Theatre

## Berühmte Besucher und auftretende Künstler
Hochadel: Prinz Charles und Prinzessin Diana (Vereinigtes Königreich), Kronprinz Harald und Kronprinzessin Sonja (Norwegen)
Politiker: Brian Mulroney (Premierminister Kanadas), Margaret Thatcher (Premierministerin des Vereinigten Königreichs), Pierre Trudeau (ehemaliger Premierminister Kanadas), George Bush (Vizepräsident der Vereinigten Staaten)
Bildende Künstler: Bill Reid
Musiker: Einstürzende Neubauten, Harry Belafonte, Anne Murray, Billy Ocean, Bruce Cockburn, Miles Davis, Wynton Marsalis, Eurythmics, Julio Iglesias, Amy Grant, Loverboy, a-ha, Liberace, Mormon Tabernacle Choir, Gowan, Parachute Club, Joan Baez mit Don McLean, Kenny Loggins, Lou Rawls & The Fifth Dimension, Honeymoon Suite, Kim Mitchell, Johnny Cash, Depeche Mode, Joe Jackson, George Thorogood, Smokey Robinson, George Benson, CCMC, John Denver, Manhattan Transfer, Beach Boys, Air Supply, Peter, Paul and Mary, The Temptations, René Simard, K.d. lang (opening for Rockin’ Ronnie Hawkins), Peter Allen, Sheena Easton, Trooper, Bryan Adams, World Drums Concert, The Romaniacs, Shannon Gunn, Skywalk, Kent-Meridian Jazz Ensemble, Tangerine Dream, Youssou N’Dour
Komiker: Bill Cosby, Bob Newhart, Bob Hope, Red Skelton, Joan Rivers, Howie Mandel, George Burns
Tanz: Mikhail Baryshnikov
Regisseure: Norman Jewison, George Cosmatos
Wissenschaftler: Jacques Cousteau

## Nach Ausstellungsende
Die Expo 86 zählte insgesamt 22.111.578 Besucher. Trotz eines Defizits von 311 Millionen CAD galt die Ausstellung als großer Erfolg. Sie ist bis heute das größte Ereignis, das jemals in British Columbia stattfand. Vancouver gelang es, sein bisheriges Image als langweiliges Provinznest abzustreifen und zu einer weltweit bekannten Metropole aufzusteigen. Die Tourismusbranche in British Columbia erlebte einen Aufschwung.
Einige der Bauten für die Ausstellung sind erhalten geblieben und haben sich zu Touristenattraktionen gewandelt:
- Science World – ein interaktives Bildungszentrum, eröffnet am 2. Mai 1985 als Expo Centre
- SkyTrain – fahrerloses schienengebundenes Nahverkehrssystem, heute das Rückgrat des öffentlichen Personennahverkehrs
- Canada Place – der ehemalige kanadische Pavillon ist heute ein bedeutendes Kongresszentrum und dient als Anlegestelle für Schiffe
- Plaza of Nations – Kultur- und Unterhaltungszentrum
- BC Place Stadium – vollständig überdachtes Sportstadion, hier fand die Eröffnungsfeier der Expo 86 statt

Nach Ende der Ausstellung wurden zahlreiche der Attraktionen an Interessierte aus aller Welt versteigert. So steht beispielsweise die Einschienenbahn heute im Vergnügungspark Alton Towers in England, das „Chinesische Tor“ in Vancouvers Chinatown und die Achterbahn „Scream Machine“ im Vergnügungspark Six Flags St. Louis.